# Jorge Semprún
Jorge Semprún Maura (ur. 10 grudnia 1923 w Madrycie, zm. 7 czerwca 2011 w Paryżu) – hiszpański pisarz, scenarzysta, filozof oraz polityk, w czasie II wojny światowej działacz francuskiego ruchu oporu, więzień Buchenwaldu, członek Komunistycznej Partii Hiszpanii, w latach 1988–1991 minister kultury.

## Życiorys
Jego ojciec był wykładowcą akademickim i dyplomatą w okresie Drugiej Republiki Hiszpańskiej. Matka była córką Antonia Maury, kilkukrotnego premiera Hiszpanii. W okresie wojny domowej rodzina wyemigrowała, osiedlając się we Francji.
Jorge Semprún kształcił się w Lycée Henri-IV, a następnie studiował na Uniwersytecie Paryskim. W 1942 dołączył do działającej we Francji Komunistycznej Partii Hiszpanii. Działał również we francuskim ruchu oporu. W 1943 został aresztowany i osadzony ostatecznie w Buchenwaldzie. W obozie koncentracyjnym spędził 18 miesięcy, uwolniony został w 1945.
Pracował później jako tłumacz dla UNESCO. Od 1953 do 1962 pod pseudonimem Federico Sánchez organizował nielegalne struktury partii komunistycznej w Hiszpanii. W 1964 został wydalony z szeregów tego ugrupowania, pozostawał w dalszym ciągu na emigracji, mieszkając w Paryżu. W lipcu 1988 premier Felipe González powierzył mu stanowisko ministra kultury. Urząd ten sprawował do marca 1991. Wykładał później na Uniwersytecie Pompeu Fabry w Barcelonie.
Był członkiem jury na 37. MFF w Cannes (1984) i przewodniczącym jury na 52. MFF w Wenecji (1995). Od 1996 był członkiem francuskiej organizacji literackiej Académie Goncourt.

## Twórczość
Do 2003 pisał prawie wyłącznie w języku francuskim, używając języka hiszpańskiego głównie w przypadku tekstów biograficznych. Istotnym motywem tematów jego powieści stały się własne przeżycia z obozu koncentracyjnego. O swoim pochodzeniu często mówił: tak naprawdę, to jestem więźniem Buchenwaldu. Opatrzył również przedmowami francuskie wydania Innego świata Gustawa Herlinga-Grudzińskiego oraz tom szkiców Leszka Kołakowskiego. W 1969 za La Deuxième Mort de Ramón Mercader otrzymał nagrodę Prix Femina, a w 1977 za Autobiografía de Federico Sánchez dostał nagrodę Premio Planeta.
Był także scenarzystą filmowym, współpracował z takimi reżyserami jak Costa-Gavras i Alain Resnais. Dwukrotnie nominowany do Nagrody Akademii Filmowej – w 1967 za najlepszy scenariusz oryginalny (Wojna się skończyła) i w 1969 za najlepszy scenariusz adaptowany (Z, wspólnie z Costą-Gavrasem).

## Publikacje
- 1963: Le Grand Voyage (wydanie polskie pt. Wielka podróż, tłum. Krystyna Dolatowska, 1964)
- 1967: L’Évanouissement (wydanie polskie pt. Omdlenie, tłum. Krystyna Dolatowska, 1969)
- 1969: La Deuxième Mort de Ramón Mercader
- 1976: Autobiografía de Federico Sánchez
- 1980: Quel beau dimanche!
- 1981: L’Algarabie
- 1983: Montand la vie continue
- 1986: La Montagne blanche
- 1987: Netchaïev est de retour
- 1993: Federico Sánchez vous salue bien
- 1994: L’écriture ou la vie
- 1995: Mal et modernité
- 1998: Adieu, vive clarté…, Le Retour de Carola Neher, le Manteau d'Arlequin
- 2001: Le mort qu'il faut (wydanie polskie pt. Odpowiedni trup, tłum. Maryna Ochab, 2002)
- 2003: Veinte años y un día
- 2005: L’Homme européen (współautor Dominique de Villepin)